# Forza Motorsport 3

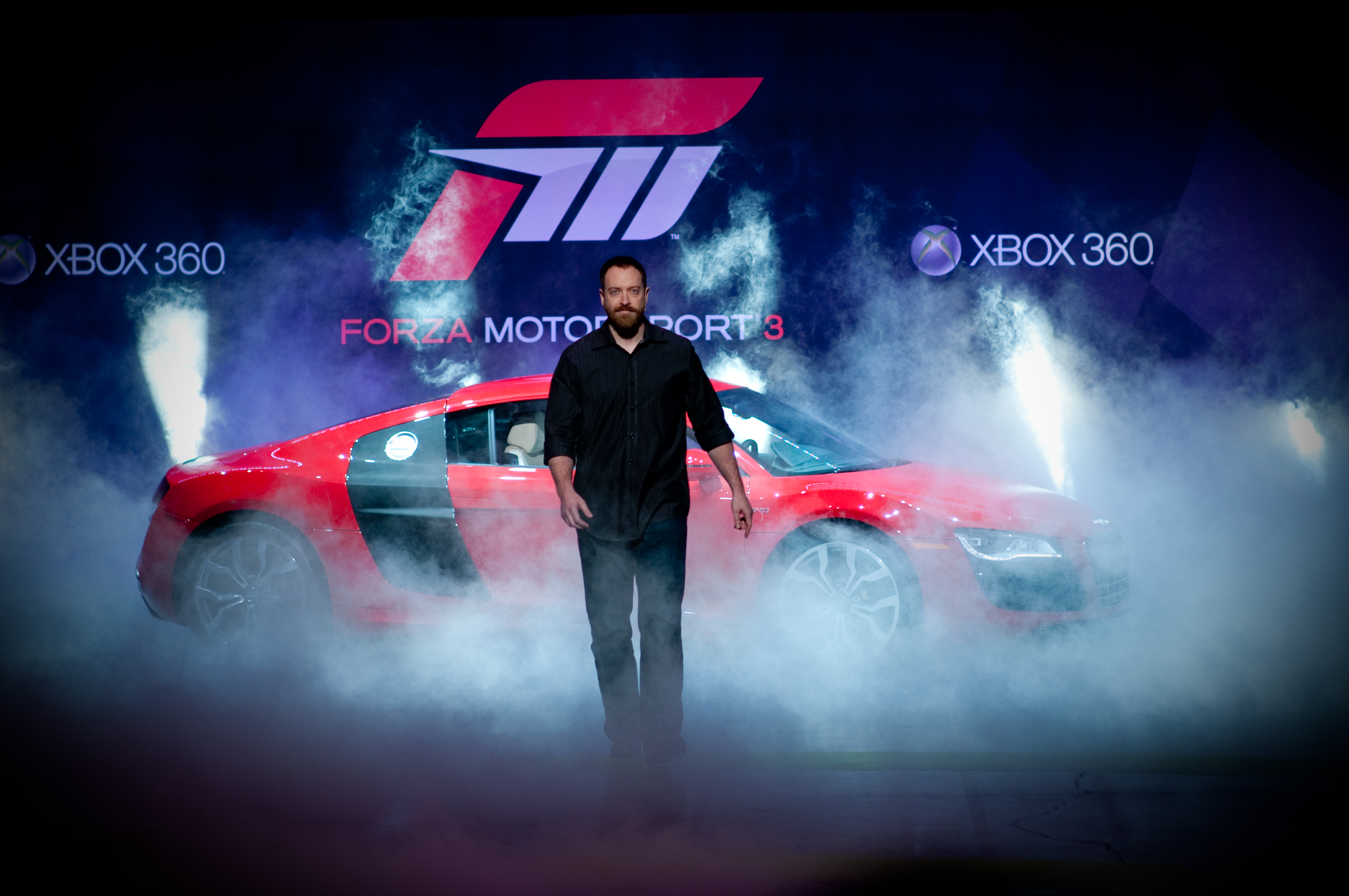
Presentació de Forza 3

Forza Motorsport 3 és un videojoc de curses de cotxes desenvolupat per a la consola Xbox 360 per l'empresa Turn 10 Studios. Va ser llançat a l'octubre de 2009. És la seqüela de Forza Motorsport 2 i la tercera entrega de la sèrie Forza Motorsport. El joc inclou més de 400 cotxes personalitzables (més de 500 cotxes a la versió Ultimate Collection) de 50 fabricants i més de 100 variacions en pistes de carreres amb la capacitat de competir contra 8 cotxes alhora.

## Jugabilitat
Les noves addicions al joc inclouen : una vista de conducció a l'interior del cotxe, un botó de conducció assistida (retrocedir el temps), bolcada total del vehicle (a diferència de títols anteriors, on només es bolcaven de costat), simulació real de derrapatge, i SUV (majoritàriament crossovers) .2 Una altra de les novetats de la sèrie és l'addició d'actuacions estoc (encara genèrics). A més, el joc també compta amb l'habilitat de pintar els cotxes de carreres i millorar al límit, mentre que Forza Motorsport 2 només es permet per als vehicles de producció. També s'inclou la capacitat de millorar les actuacions de producció al nivell d'actuacions de carreres (representada pels índexs de rendiment R2, R3, i R1), mentre que Forza Motorsport 2 no, així com la capacitat de crear vídeos en el joc i pujar-los a la pàgina web de Forza Motorsport. Forza Motorsport 3 ve amb dos discos, però només utilitza un per al joc. El segon disc serveix com el " disc d'instal·lació ", que conté vehicles extra i pistes addicionals, 1.9GB en total. Forza Motorsport 3 és compatible només amb 2 volants de carreres : El sense fil de Microsoft i el Porsche 911 Turbo S fet per Fanatec.3 El Logitech G25 i G27 no són compatibles.
La nova manera temporada per a un jugador, posa el jugador a través d'un calendari de carreres totalment personalitzat que inclou més de 200 esdeveniments diferents, incloent circuit, oval, drag, derrapatge, i esdeveniments programats personalitzats al gust del jugador. Turn 10 Studios també ha confirmat que el Circuit de la Sarthe (famós per les 24 Hores de Le Mans) està inclòs.
A més, la manera de multijugador en línia té ara un nou editor de regles. Els nous marcadors en Xbox Live no mostren només els millors corredors, sinó també els més prolífics actuacions modificats, i els millors pintors de la comunitat.
A la Conferència de Microsoft Press en l'I3 2009, Turn 10 va esmentar una característica de rebobinat (com el " flashback " a Race Driver : Grid i Colin McRae DiRT 2), però no va divulgar detalls. Més tard es va revelar en el consell de cobertura E3 2009 que la funció de rebobinat permet als jugadors tornar el temps enrere per corregir errors realitzats a la pista. La característica de rebobinat no té límit d'ús, però després d'usar no pot ser utilitzat de nou per als propers 30 segons. És una de les moltes assistències en Forza Motorsport 3.
Durant una altra entrevista en l'I3 2009, el director de joc Dan Greenawalt va revelar que el motor de física actualització inclourà la deformació dels pneumàtics, i la capacitat per bolcar per complet el cotxe. També va incloure que existeix una " pressió" per part de la IA, en funció de la dificultat, es cometen més errors quan s'està sota presión.4 més de les millores a l'AI i la física, el nou Mode de Fotografia presenta 10 vegades més polígons en cada model d'automòbil, i les resolucions de les textures són quatre vegades més altes que abans. A més, es confirma que el joc funcionarà a 60 fotogrames per segon.
L'entrevista també va revelar que hi haurà diversos marcadors de conductor amb classificació en pintura i tuning. Hi haurà una funció d'editor de vídeo disponibles. Dan Greenawalt declarar que el Projecte Black Jack, l'equip que va fer un tràiler E3, utilitza targetes de captura per fer els seus vídeos. Els jugadors també poden crear les seves pròpies regles per a la carrera, però només en els partides privades. A diferència dels seus predecessors Forza Motorsport 3 no és compatible amb System Link.

## Xbox Live
Forza Motorsport 3 inclou una gran varietat de contingut de Xbox Live i opcions disponibles per als jugadors en línia. Es permet als jugadors crear dissenys de vehicles, arxius de configuració, logotips, i vendre'ls a través del " aparador " a altres jugadors. Hi ha molta flexibilitat, permetent als jugadors seleccionar el nombre de cada disseny o els logotips que estaran disponibles. La característica d'aparador no està disponible per a membres de Xbox Live Silver. Els usuaris de Xbox Live també poden comprar i vendre cotxes a través de la "casa de subhastes ". Els cotxes estan condicionats a una certa quantitat de temps i diners en el joc.

## Contingut Descarregable
Un codi bescanviable inclòs amb noves còpies del joc per a un DLC gratuït conegut com el " Legends Motorsports Car Pack", que inclou 10 cotxes clàssics (com el Chevrolet Corvette de 1960, 1964 Aston Martin DB5, i el Shelby Daytona) i dues pistes extra. Un especial Hyundai Genesis Coupé Pack DLC ser llançat de franc el 17 de novembre de 2009, conté tres versions del cotxe. El primer contingut de paga descarregable per Forza Motorsport 3 es va posar a disposició el 8 de desembre de 2009. És coneguda com a "Hot Holidays " i inclou el Ferrari 458 Itàlia 2010 i 2010 Nissan GTR Spec V.
El 14 de desembre de 2010, el paquet " Community Choice Classics " va ser alliberat per a baixar. Inclou el DeLorean DMC -12, AMC Javelin, Chevrolet El Camí, De Tomaso Pantera, BMW 2002, i Ferrari 250.

## Versions Disponibles
Dues edicions de Forza Motorsport 3 estan disponibles : l'Estàndard i Edició limitada. L'Edició limitada consta de : una memòria USB marca Forza, un clauer marca Forza, una pertinença VIP per al seu ús a la casa de subhastes en línia i l'aparador de la Comunitat, un pack de cinc cotxes exclusius i un tema per a la Xbox 360.
Al setembre de 2009, Microsoft va anunciar una edició especial limitada de Xbox 360 per Forza Motorsport 3. La unitat inclou un disc dur de 250 GB, dos comandaments sense fils, un auricular amb cable, i la versió estàndard del joc.
A l'octubre de 2010, la versió Ultimate Collection va ser alliberada, inclou tots els DLC juntament amb diversos cotxes nous, incloent el Plymouth Barracuda, Jaguar D - Type, Lancia 037 i el Porsche 550.

## Banda sonora
Al desembre de 2009, la banda sonora de Forza 3, composta per Lance Hayes (conegut com a DJ Drunken Master) es va fer disponible a les botigues i com a descàrrega digital a Sumthing Digital i iTunes, amb una selecció de 12 temes (més d'una hora de música). La versió utilitzada en el joc conté 18 temes i més de 90 minuts de música, juntament amb una ordre de reproducció diferents.

## Recepció
Forza 3 va ser molt elogiat per la crítica. En GameRankings, el joc té una qualificació global de 91,98%, basat en 63 comentaris, mentre que en Metacritic, el joc té una qualificació global de 92 sobre 100, basat en 87 comentaris . IGN el va anomenar "un dels millors jocs de carreres d'aquesta generació". La crítica va provenir principalment del fet que la graella de cotxes és més petita que els jocs de la seva rival (només 8 cotxes), la incapacitat dels usuaris per afinar els seus vehicles durant les carreres multijugador, i la incapacitat per crear els seus propis carreres multijugador.
Forza 3 ha guanyat nombrosos premis. Al Spike Video Game Awards, va ser nomenat el Millor Joc de Conducció de 2009. Gamespot li va concedir el Joc de Conducció de l'Any, i també va rebre una nominació com a Millor joc de Xbox 360 l'any. G4TV també ho premi com el Millor joc de conducció de 2009, mentre que IGN va nomenar Millor joc de conducció de la Xbox 360 l'any.